# Нефтяное месторождение имени Россихина
Нефтяное месторождение имени Россихина расположено в Ненецком автономном округе, в 125 км от города Нарьян-Мар Запасы нефти оцениваются в 20 млн тонн.
Оператор — ООО Лукойл-Коми.
В сентябре 2013 года месторождение имени Юрия Россихина введено в круглогодичную эксплуатацию.
Месторождений названо в честь  Юрия Алексеевича Россихина — заслуженного геолога РСФСР.